# Susan Randi Wessler
Susan Randi Wessler FRS (Nova Iorque, 1953) é uma biologista molecular de plantas e geneticista estadunidense.
 É professora de genética da Universidade da Califórnia em Riverside.

## Prêmios e honrarias
- Eleita Foreign Member da Royal Society (ForMemRS) em 2017[1]
- Eleita membro da Academia Nacional de Ciências dos Estados Unidos
- Eleita fellow da Associação Americana para o Avanço da Ciência
- Eleita fellow da Academia de Artes e Ciências dos Estados Unidos
- American Society of Plant Biologists' Stephen Hales prize (2011)[9]